# Vulcano Laziale
Der Vulcano Laziale (engl. Latium Volcano) ist die geologische Struktur, die den Albaner Bergen zu Grunde liegt. Heute wird diese Region auch als Castelli Romani bezeichnet.
Dieser große Vulkan bildete sich, als sich flüssiges Magma in einem Untergrund aus alten marinen karbonatischen Sedimenten sammelte, das eine weite Ebene zwischen der Küste und dem Apennin bildet.
Man vermutet, dass der Vulcano Laziale seit seiner Entstehung ca. 297 km³ vulkanisches Material ausgeworfen hat, davon 90 % in der ersten eruptiven Phase.
Seine vulkanische Tätigkeit dauerte bis ins Holozän an, dazu sind vom See ausgehende Überschwemmungen und Lahare bis ins 4. Jahrhundert vor Christi nachgewiesen.
Heutzutage gibt es in dieser Region immer noch eine diskrete vulkanische Tätigkeit, bestehend aus Gasaustritten, Erdbewegungen und häufigen seismischen Aktivitäten (selten stark und destruktiv wie in den Jahren 1438, 1806, 1829, 1899 und 1927).
Dies führt dazu, dass der Vulcano Laziale als ruhend klassifiziert wird.
Der Vulkan wies zwischen den eruptiven Phasen Ruhephasen von 30000 bis 40000 Jahren auf. Eine zukünftige Eruptivphase wäre eine große Gefahr für die Metropolregion Rom und für die Region der Albaner Berge bildet.

## Geologie
Die geologische Geschichte des Vulcano Laziale wird in drei Perioden oder „Phasen“ eingeteilt.

### Erste Phase oder „Tuscolano-Artemisio“-Phase
In dieser ersten Phase bildete sich die Struktur des Vulkans. Sie ist charakterisiert durch große Explosionen sowie durch pyroklastische und Lavaströme, unterbrochen durch lange Ruheperioden und die Bildung von Akkumulationen von ersten vulkanischen Produkten (grauen groben Tuffen) über marinen und kontinentalen Schottern und Sanden. Diese bildeten die Ebene zwischen dem Gebirge und der Küste. Die Lavamassen erreichten auch das Gebiet des zukünftigen  Roms. Gemeinsam mit anderen vulkanischen Auswurfprodukte wie Lapilli, Asche und Schlacken bildete sich daraus ein großer Kegel, der an seiner Basis einen Durchmesser von 60 km besitzt.

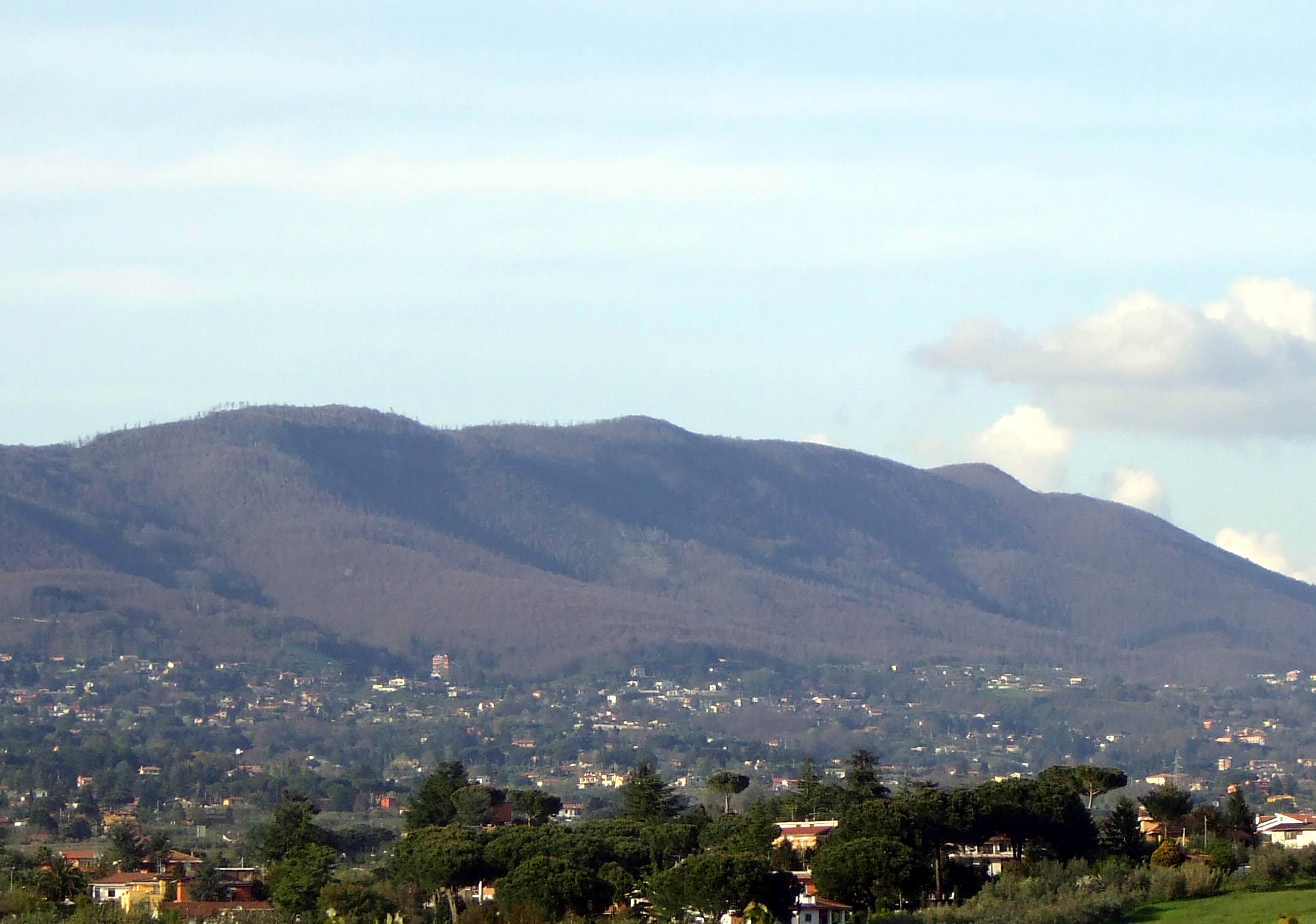
Blick auf den Monte Artemisio mit Monte Peschio und Maschio d’Ariano.

Diese Phase wird in vier Zyklen unterteilt, die durch Ruhephasen mit Paläobodenbildung unterbrochen sind:
- Erster Zyklus: Lithischer Tuff mit kleiner Körnung.
- Zweiter Zyklus: Schwarze Pozzolane.
- Dritter Zyklus: Rote Pozzolane.
- Vierter Zyklus: Tufo Lionato, Tufo di Villa Senni.

Die erste Phase endete vor etwa 360.000 Jahren. Heute bildet die Caldera dieser Tätigkeitsphase einen weiten „Wall“ aus Hügeln, der sich hufeisenförmig vom Monte Tuscolo bis zum Monte Artemisio erstreckt (auch äußerer Wall oder der Tuscolano-Artemisio-Wall), und erhebt sich von knapp über 700 m ü. M. bis zu 939 m ü. M. am Monte Peschio. In der Antike führte die Via Latina durch den tiefen Einschnitt bei Cava d’Aglio des insgesamt als Mons Algidus bezeichneten äußeren Walles. Diese topographische Situation spielte in den Auseinandersetzungen Roms mit den Aequern und Volskern eine bedeutende Rolle, was mehrfach von antiken Schriftstellern erwähnt wurde.

### Zweite Phase oder „Delle Faete“-Phase oder „dei Campi di Annibale“-Phase
Vor etwa 280.000 Jahren bildete sich ein neuer Vulkan, der im Zentrum kleiner als der vorherige war: der Vulkankomplex des Maschio delle Faete. Seine Hauptaktivität fand in einer Caldera mit einem Durchmesser von 15 km statt. Große Lavaströme aus den Nebenkratern erstarrten zu dem, was heute, die nördliche Zone des Vulcano Laziale ist.
Des Weiteren kam es zu vulkanischen Tätigkeiten entlang von Störungen bei der Caldera der „Tuscolano-Artemisio“-Phase, zuerst in den niederen Zonen, später in den Hochlagen. Dabei kam es zur Bildung von Schlackekegeln und Lavaströmen (z. B. der Kegel des Monte Ceraso oder des Monte Cavo). Vor 260.000 Jahren kam es dann zu einer Ruheperiode, in der der Hauptschlot auskühlte und durch einen Pfropf aus konsolidiertem erkaltetem Vulkansgestein verstopft wurde.

### Dritte Phase oder „Via dei Laghi“-Phase
Diese Phase umfasst den Zeitraum zwischen 200.000 und 19.000 Jahren vor unserer Zeit. Sie wird auch als „hydromagmatische“ Phase bezeichnet, da sie durch das unterirdische Aufeinandertreffen von Wasser und dem Magma des Vulkans geprägt ist. Das aufsteigende Magma trifft beim Aufstieg in mehreren hundert Metern Tiefe auf Grundwasser. Das Wasser dieses tiefen Grundwasserkörpers (phreatisches Wasser), aufgeheizt durch das heiße Magma, bildet große Mengen an volatilen Gasen, die für ein großes Druckpotential sorgen und nach Wegen zum Abbau dieser Energie suchen. Sobald der Druck der Gase die Festigkeit des umgebenden Gesteins übersteigt, wird dieses „pulverisiert“, und so steigen die Gase schrittweise an die Oberfläche auf.
Nach ihrem Aufstieg aus mehreren Kilometern Tiefe zerstören die Gase in der Nähe der Oberfläche das Gestein durch plötzliche Druckentlastung (Phreatomagmatische Explosion). Dies führte in dieser dritten Phase zur Bildung eines Gemisches aus Wasserdampf und kleinen Gesteinstrümmern, das sich dann verfestigte und die heute bekannten Peperinvorkommen bildeten. Die Verteilung und die Stratigraphie dieser Vorkommen deuten auf ein häufiges Auftreten dieser phreatomagmatischen Explosionen in der letzten Aktivitätsphase hin. Diese Aktivitätsphase wird auf die Bildung einer neuen Störung im karbonatischen Untergrund zurückgeführt, die sich an der Oberfläche durch das Absinken der südöstlichen Zone zwischen Frascati und Velletri zeigt. Nach dieser Phase ließ die Tätigkeit des Vulkankegels des Monte Cavo nach, während sich die kleineren Krater mit Wasser füllten. Die bis heute bestehenden Kraterseen sind der Albaner See und der Nemisee.
Der Großteil dieses Beckens wurde schon zu Zeiten des antiken Rom (z. B. Vallericcia) trockengelegt, andere Bereiche erst später (etwa 1611 der Laghetto di Turno), weitere verlandeten aus natürlichen Gründen. Der Pantano della Doganella ist regional dadurch bekannt, dass er in unregelmäßigen Abständen „auftaucht und verschwindet“.

## Der Vulcano Laziale heute
Das Gebiet des Vulcano Laziale, heute Albaner Berge, weist eine charakteristisch runde Form auf. Beginnend von Albano bilden die Abbruchkanten des alten Kraters einen weiten Kreis, der durch die Gemeindegebiete von Castel Gandolfo, Marino, Grottaferrata, Rocca Priora, Velletri und Genzano di Roma führt. Zu einem großen Teil gehört es zur Region Castelli Romani. Vulkanische Gesteine werden als Baumaterialien abgebaut, zum Beispiel Tuffe (etwa in der Zone von Rocca di Papa, wo sich die Campi d'Annibale in dem erloschenen Krater erstrecken), Peperin (besonders zwischen den Ortschaften Marino und Albano), Pozzolan (insbesondere in den Zonen Richtung Rom) und Phonolith aus dem Vulkankegel, welchen man für Pflastersteine verwendet.
Dank der mineralreichen, fruchtbaren Böden wird Wein angebaut. Bekannt sind die Weine mit der D.O.C.-Kennzeichnung, etwa Frascati, Marino, Lanuvio oder Velletri.
Die ganze Zone gilt laut INGV als moderat erdbebengefährdet.